# Duli (Népal)
Pour les articles homonymes, voir Duli.
Duli (en népalais : दुली) est un comité de développement villageois du Népal situé dans le district de Rukum. Au recensement de 2011, il comptait 4 837 habitants.